# Йонг Аякс
«Йонг Аякс» (нидерл. Jong Ajax, пер. Молодой Аякс), также известный как «Аякс II» и «Аякс 2» — нидерландский футбольный клуб из Амстердама, выступающий в Первом дивизионе Нидерландов (Эрстедивизи). Клуб является резервной командой «Аякса», выступающего в Высшем дивизионе (Эредивизи) и не может играть с ним в одной лиге одновременно. Домашние матчи проводятся на стадионе «Спортпарк Де Тукомст» в Дёйвендрехте, за исключением некоторых случаев, когда команда играет на стадионе «Аякса», «Йохан Кройф Арена».
В сезоне 2024/25 клуб занял 17-е место в Эрстедивизи — Первом дивизионе Нидерландов.
Главный тренер команды — Франк Перебом.

## История
«Йонг Аякс» является резервной командой «Аякса». Команда состоит в основном из профессиональных футболистов, многие из которых являются недавними выпускниками молодёжной команды или игроками, которые не попадают в первую команду.
С 1992 по 2013 годы «Йонг Аякс» выступал в Белофтен Эредивизи, соревнуясь с другими резервными командами, такими как «Йонг ПСВ», «Йонг Гронинген» или «Йонг АЗ». Они выиграли восемь чемпионатов среди резервистов (что является рекордом лиги) и трижды Кубок Нидерландов среди резервистов, что делает их самым успешным резервным составом в Нидерландах. Выиграв Белофтен Эредивизи, «Йонг Аякс» получил право выступать в Кубке Нидерландов и трижды выходил в полуфинал. Их лучший результат в кубке страны был под руководством Яна-Олде Рикеринка в сезоне 2001/2002, когда клуб уступил в полуфинале «Утрехту» в серии пенальти, что предотвратило финал против «Аякса».
Сезон 2013/2014 годов ознаменовался дебютом команды в Эрстедивизи (вторая по силе лига страны). Ранее, когда клуб играл в Белофтен Эредивизи (отдельной лиге для резервных команд, не входящей в состав голландской профессиональной или любительской лиг), игрокам было разрешено свободно перемещаться между резервной и первой командой в течение сезона. Теперь это уже не так, поскольку «Йонг Аякс» регистрирует и выставляет отдельную команду для участия в Эрстедивизи. Единственный период, когда игроки могут перемещаться между командами, — это во время трансферных окон, если игрок не провёл менее 15 матчей за первую команду, он имеет право выступать в матчах как первой, так и второй команд по ходу сезона. Кроме того, команда не имеет права на повышение в Эредивизи или участие в Кубке Нидерландов одновременно с основной командой.
В сезоне 2017/2018 команда в первый раз выиграла Эрстедивизи. Некоторые игроки из того состава стали частью основной команды в следующем сезоне.

## Бывшие главные тренеры
- Ад де Мос
- Питер Хёйстра
- Адри Костер
- Михел Крек
- Алфонс Грунендейк
- Ян Олде Рикеринк
- Сонни Силой
- Марко ван Бастен
- Луи ван Гал
- Джон ван ’т Схип
- Джон ван ден Бром
- Герард ван дер Лем
- Ханс Вестерхоф
- Арон Винтер
- Фред Грим
- Гери Винк
- Марсел Кейзер
- Михаэл Рейзигер

## Достижения
Официальные трофеи (признанные УЕФА и ФИФА)

### Национальные
- Победитель Эрстедивизи: 2017/18
- Победитель Белофтен Эредивизи (8): 1994, 1996, 1998, 2001, 2002, 2004, 2005, 2009
- Обладатель Кубка Нидерландов среди резервистов (3): 2003, 2004, 2012
- Обладатель Кубка Нидерландов среди любителей: 1984
- Обладатель Кубка районов (4): 1984, 1987, 1993, 1994
- Обладатель Кубка Ворона: 1956

### Международные
- Сокер Севенс: 2010

### Другие трофеи
- Ден Хелдер Мэритайм (2): 1996, 2010

## Лучшие бомбардиры
- По сезонам в Эрстедивизи с 2013 года

| Год     | Игрок                         | Кол-во голов |
| ------- | ----------------------------- | ------------ |
| 2013/14 | Деян Мелег                    | 12           |
| 2014/15 | Ришайро Живкович              | 18           |
| 2015/16 | Сэм Хендрикс                  | 14           |
| 2016/17 | Вацлав Черный                 | 15           |
| 2017/18 | Матео Кассьерра               | 18           |
| 2018/19 | Данило                        | 19           |
| 2019/20 | Лассина Траоре                | 13           |
| 2020/21 | Брайан Бробби                 | 9            |
| 2021/22 | Наджи Унювар                  | 16           |
| 2022/23 | Кристиан Хлинссон             | 10           |
| 2023/24 | Джейдон Банел Габриэл Мисехой | 7            |
| 2024/25 | Райан Бунида                  | 6            |